# Agua Prieta
Agua Prieta je město v Mexiku ve státě Sonora. Počet obyvatel činí 77 254 osob (údaj z roku 2010). Město leží přímo na hranici se Spojenými státy americkými u města Douglas (stát Arizona, USA).

## Historie
Obec byla založena v roce 1899, původně jen jako železniční stanice na trati vedoucí mezi městy Douglas a Nacozari. Po železnici byly přepravovány nerosty z Mexika do Spojených států amerických. Prvními osadníky města byli zaměstnanci těžební společnosti Phelps Dodge Corporation, která měla sídlo ve městě Douglas. Agua Prieta se stala samostatnou obcí dne 28. srpna 1916. Rozvoj obce vedl k tomu, že nakonec byla dne 11. listopadu 1942 oficiálně zařazena do kategorie měst.
Agua Prieta hrála důležitou roli v mexické revoluci. V obci působili dva budoucí prezidenti Mexika Plutarco Elías Calles a Lázaro Cárdenas del Río. V roce 1916 generál Pancho Villa podnikl noční útok na Agua Prieto, ale byl odražen silami Álvaro Obregóna za pomoci velkých reflektorů napájených elektrickým proudem z USA. V roce 1920 v obchodě se suvenýry v blízkosti mezinárodní hranice byla podepsána dohoda, která vedla k demisi vlády, v jejímž čele stál Venustiano Carranza.
Agua Prieta je oblíbenou zastávkou pro Mexičany, kteří se chtějí pokusit o nezákonný vstup na území Spojených států amerických.